# Contea di Spencer (Indiana)
La contea di Spencer (in inglese Spencer County) è una contea dello Stato dell'Indiana, negli Stati Uniti. La popolazione al censimento del 2010 era di 20 952 abitanti. Il capoluogo di contea è Rockport.